# Herb Finlandii
Herb Finlandii – jeden z symboli Finlandii. Został zatwierdzony w 1978 roku, przedstawia w polu czerwonym złotego lwa wspiętego, trzymającego srebrny miecz, stojącego na takiej samej barwy szabli, pomiędzy dziewięcioma srebrnymi różami.
Gdy w 1556 roku król Szwecji Gustaw I Waza nadał synowi Janowi tytuł księcia Finlandii, herbem księstwa został herb Jana. Drugi herb, z którego wywodzi się obecny, wiąże się z panowaniem króla Szwecji Jana III Wazy. Po tym, jak nadał sobie tytuł wielkiego księcia Finlandii i Karelii w 1581 roku, ustanowił on nowy herb Finlandii, wzorowany na płaskorzeźbie z nagrobka króla Gustawa I, z katedry w Uppsali. Lew to rodowy herb Folkungów, a dwa miecze wywodzą się z dawnego herbu Karelii. Dziewięć róż ma symbolizować dziewięć fińskich prowincji. Swój obecny kształt herb zawdzięcza Olofowi Erikssonowi. Eriksson zasłynął jako twórca ponad 100 herbów różnych miast, które wykonywał w latach pięćdziesiątych i sześćdziesiątych XX stulecia.

## Historyczne wersje herbu

Duża wersja herbu Wielkiego Księstwa Finlandii
Mała wersja herbu Wielkiego Księstwa Finlandii
Wersja herbu z 1919 roku
Wersja herbu z 1920 roku
Nieprzyjęta propozycja Herbu Wielkiego z 1936